# Yasmine Azaiez
Yasmine Azaiez (arabe : ياسمين عزيز), née le 16 octobre 1988 à Londres, est une violoniste et compositrice tuniso-britannique.

## Biographie
Née à Londres en 1988, Yasmine Azaiez commence la pratique du violon à l’âge de quatre ans, avec Helen Brunner à Londres, selon la méthode Suzuki. Elle intègre à huit ans l'école Yehudi Menuhin au Royaume-Uni, où elle étudie le violon avec Raceij Rakowski pendant onze ans.
À l'âge de 18 ans, elle est admise au Conservatoire de musique de la Nouvelle-Angleterre, à Boston aux États-Unis. En 2010, le doyen du conservatoire lui remet le titre d'excellence : Honors student (en).
Elle montre alors son intérêt pour la composition et écrit la bande originale du film Histoires tunisiennes sorti en 2012, où elle interprète aussi un rôle, celui du personnage de Shams.
En octobre 2015, elle reçoit la nationalité tunisienne par décret présidentiel.
En 2016, l'artiste sort son premier album Fusion, enregistré aux États-Unis, qui est un mélange de musique tunisienne traditionnelle et de jazz, en y ajoutant une touche personnelle.
En 2017, elle sort l'album Fabilus, peu avant son apparition pour la première fois sur la scène du Festival international de Carthage. Le 19 janvier 2019, elle présente un nouveau spectacle musical, African Jasmin, une expérience qui apporte de nouveaux rythmes et sons du continent africain.
En 2023, elle se produit à Paris au sein du spectacle Night in Tunisia sur la scène de l’Olympia.

## Albums
- 2014 : Jazz[7]
- 2016 : Fusion
- 2017 : Fabilus[4]
- 2020 : African Jasmin[8]

## Clips
- 2017 : Neon Balloons[9]
- 2017 : Fabulous

## Cinéma
- 2011 : Histoires tunisiennes de Nada Mezni Hafaiedh